# 米古巴部落
米古巴氏族或波觉－嘎窝部落是珞巴族达尼人分布在墨脱县达木珞巴民族乡的一个部落。波觉支系共同祖先爲央色，聚居于卡布村、嘎窝支系共同祖先爲嘎嘎，聚居于达哥村。

## 支系
除波觉、嘎窝两支系外，雅西（Ashing）、米日、朱也被一些人认为是米古巴，但也有人认为雅西是米新巴，米日是达额木。

## 族源传说
他们的共同祖先央色、嘎嘎互为兄弟，自波密县分别迁往卡布村、朱村（也译“竹村”、“珠村”，珞巴名“桑巴捷钦”）。

## 历史
波觉－嘎窝部落长期处于波密土王管辖。

## 语言
波觉－嘎窝部落使用米古巴语，达木珞巴语有40%的词汇与博嘎尔部落的博嘎尔语相通。